# Hans Langsdorff

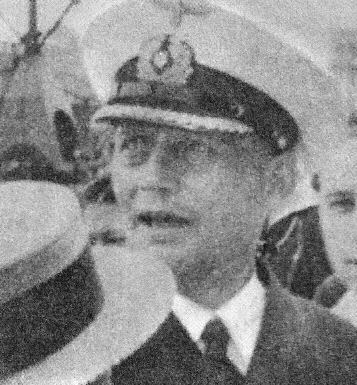
Hans Langsdorff

Hans Wilhelm Langsdorff (* 20. März 1894 in Bergen auf Rügen; † 20. Dezember 1939 in Buenos Aires) war ein deutscher Marineoffizier, zuletzt Kapitän zur See und Kommandant des Panzerschiffs Admiral Graf Spee.

## Leben

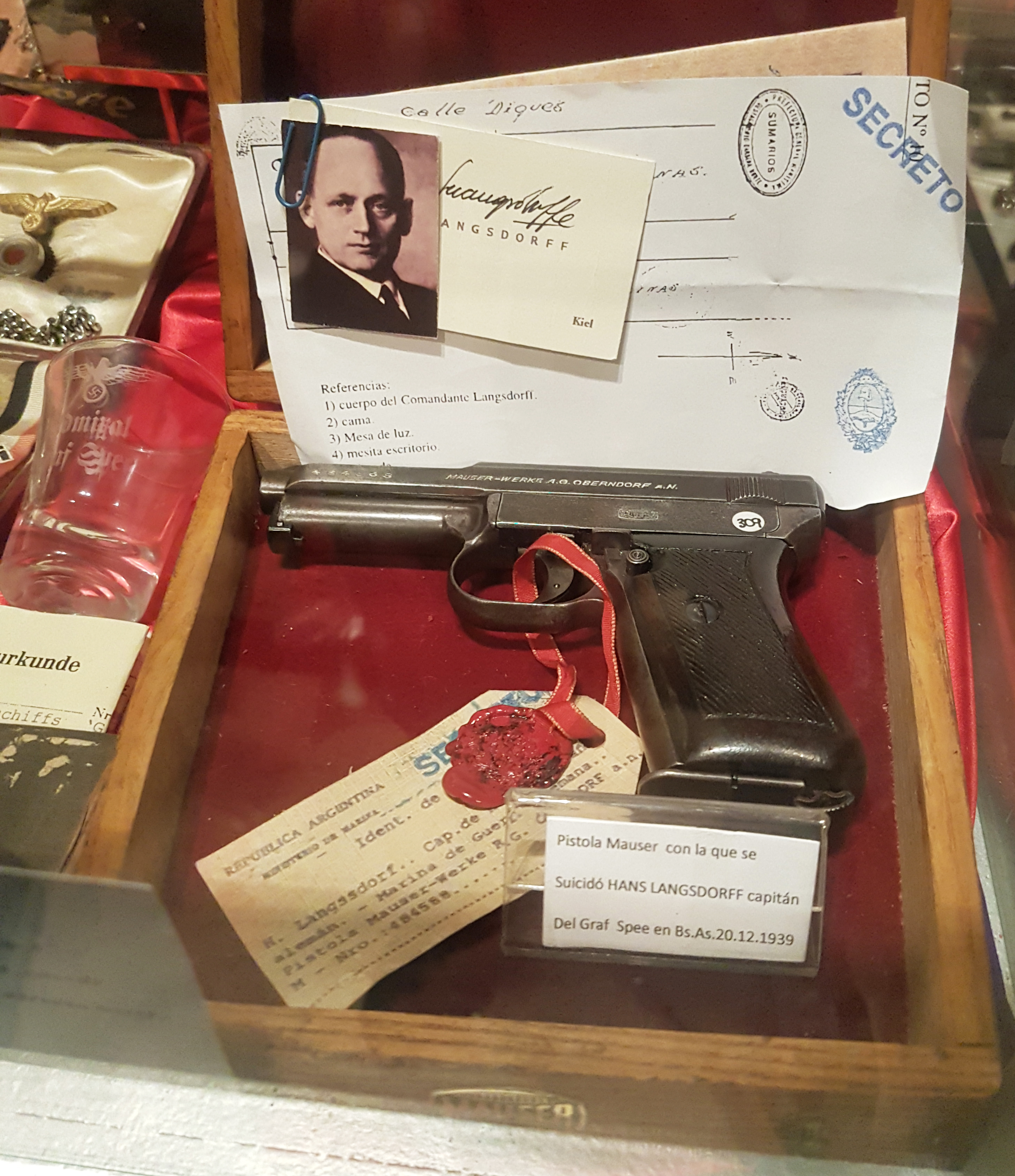
Mauser-Pistole, mit der sich Kapitän Hans Langsdorff das Leben nahm

Hans Wilhelm Langsdorff, Sohn eines Oberlandesgerichtsrats, bestand am Städtischen Realgymnasium und Gymnasium an der Klosterstraße im Februar 1912 in Düsseldorf die Reifeprüfung. In der Crew 12 trat er als Seekadett in die Kaiserliche Marine. Nach Abschluss seiner Ausbildung diente er als Leutnant zur See im Ersten Weltkrieg. Auf der Großer Kurfürst nahm er an der Skagerrakschlacht teil. Ab 1917 war er Kommandant von Minensuchbooten in der Nordsee. Er wurde mit den Eisernen Kreuzen beider Klassen und dem Hamburger Hanseatenkreuz ausgezeichnet.
Nach Kriegsende wurde er in die Reichsmarine übernommen. Zunächst zur Minenräumung eingesetzt, wurde er am 1. April 1922 zum Kapitänleutnant befördert. Zu diesem Zeitpunkt war er Chef der 3. Torpedobootshalbflottille. Anschließend war Langsdorff bis 1935 im Reichswehrministerium tätig. Von 1927 bis 1929 absolvierte er die Admiralstabsausbildung. Als Fregattenkapitän (seit 1. September 1935) war Langsdorff I. Admiralstabsoffizier zunächst beim Befehlshaber der Aufklärungsstreitkräfte, dann beim Flottenkommando. Von 1936 bis 1938 war er 1. Admiralstabsoffizier von Konteradmiral Hermann Boehm, dem Kommandeur der im Spanischen Bürgerkrieg eingesetzten Seestreitkräfte. Am 1. Oktober 1938 wurde er Kommandant des Panzerschiffs Admiral Graf Spee im Rang eines Kapitäns zur See.
Berühmt wurde Langsdorff zu Beginn des Zweiten Weltkrieges. Sein Schiff, das bei Kriegsausbruch in den Südatlantik unterwegs war, versenkte in einem mehrwöchigen Kreuzerkrieg neun englische Handelsschiffe, bevor es am 13. Dezember 1939 im Seegefecht vor dem Río de la Plata gegen drei englische Kreuzer schwer beschädigt wurde und im Hafen von Montevideo Zuflucht suchte. In diesem Gefecht wurde auch Langsdorff leicht verwundet. Da das neutrale Uruguay keine Reparatur des Schiffes erlaubte, stimmte Langsdorff mit dem Oberkommando der Marine telegraphisch ab, dass die Admiral Graf Spee mit der verbliebenen Munition einen gewaltsamen Durchbruch nach Buenos Aires versuchen und bei einem Scheitern dieses Versuchs zerstört werden sollte. Da Langsdorff jedoch einen Ausbruchsversuch für aussichtslos hielt, befahl er, die Admiral Graf Spee am 17. Dezember 1939 in der Mündung des Río de la Plata von der eigenen Besatzung versenken zu lassen, damit die hochmoderne technische Ausrüstung, insbesondere das deutsche Seetakt-Radar, nicht in die Hände der Royal Navy fallen konnte. Die gesamte Schiffsbesatzung wurde evakuiert und in Buenos Aires interniert.

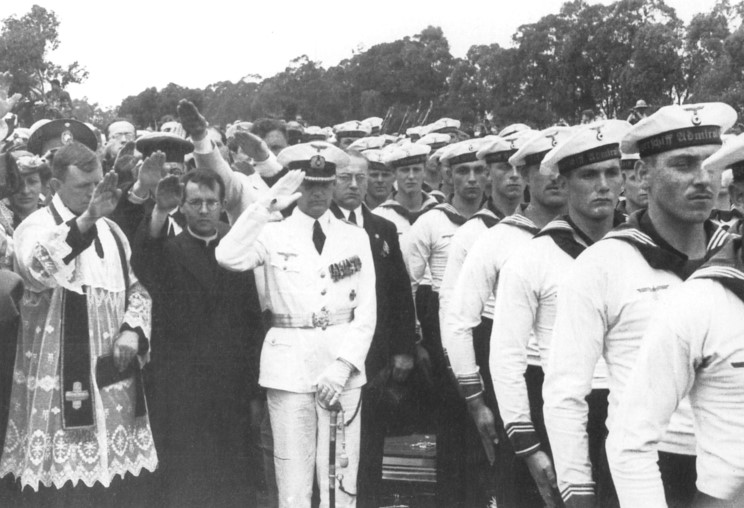
Langsdorff in Montevideo, Cementerio del Norte

Dass er dem Seegefecht auswich, hätte als Hochverrat oder Feigheit gewertet werden können. Da er sich an einen „höheren“ Begriff von Ehre hielt, erschoss er sich am 20. Dezember, auf der Flagge seines Schiffes liegend, in seinem Quartier. Unter großer Anteilnahme der einheimischen Bevölkerung wurde er von seiner Besatzung mit militärischen Ehren auf dem deutschen Friedhof von Buenos Aires beigesetzt. Auch viele britische Seeleute, deren Leben er geschont hatte, gaben ihm das letzte Geleit.
Der Archäologe und SS-Führer Alexander Langsdorff war ein Cousin von Hans Langsdorff.

## Persönlichkeit
Langsdorffs Adjutant Kurt Diggins charakterisierte ihn: „Er hatte humanistische Bildung, die man von einem Offizier der Kaiserlichen Marine nicht erwarten durfte.“ Langsdorff wurde insbesondere wegen seiner Menschlichkeit geschätzt. So kostete der von ihm geführte Handelskrieg kein einziges Menschenleben, da er sich genau an die internationale Prisenordnung hielt, nach der ein feindliches Handelsschiff erst dann versenkt werden durfte, wenn die gesamte Besatzung in Sicherheit gebracht war.
Entgegen den Erwartungen der deutschen Seekriegsleitung und allen Traditionen der Kriegsmarine entschied er sich, sein Schiff nicht in einem aussichtslosen Endkampf untergehen zu lassen, den er als sinnlos empfand, und rettete damit das Leben seiner Besatzung. Der von ihm überlieferte Ausspruch: „Ich lasse uns doch dort draußen auf See nicht von einer Übermacht zusammenschießen. Mir sind 1000 junge lebende Menschen lieber als 1000 tote Helden“, kennzeichnet eine menschliche Haltung, die im direkten Gegensatz etwa zum Verhalten des Namensgebers seines Schiffes – Maximilian von Spee – 25 Jahre zuvor beim Seegefecht bei den Falklandinseln stand.
Großadmiral Erich Raeder war ein Förderer Langsdorffs. Er beschreibt die operative Ausgangslage bei Kriegsbeginn und die mögliche Zielsetzung im Kriegstagebuch der Seekriegsleitung:

„Was die Kriegsmarine anbetrifft, so ist sie selbstverständlich im Herbst 1939 noch keineswegs für den großen Kampf mit England hinreichend gerüstet. ... Die Überwasserstreitkräfte sind (aber) noch so gering an Zahl und Stärke gegenüber der englischen Flotte, daß sie – vollen Einsatz vorausgesetzt – nur zeigen können, daß sie mit Anstand zu sterben verstehen und damit die Grundlage für einen späteren Wiederaufbau zu schaffen gewillt sind.“

Er erließ dann auch zwei Tage nach Langsdorffs Suizid den Befehl: „Das deutsche Kriegsschiff kämpft unter vollem Einsatz seiner Besatzung bis zur letzten Granate, bis es siegt oder mit wehender Fahne untergeht.“

## Postume Ehrungen

Langsdorffs Grab in Buenos Aires

In einem Telegramm an das Auswärtige Amt in Berlin vom 22. Dezember 1939 verwahrte sich der deutsche Gesandte in Uruguay, Otto Langmann, gegen deutsche Propagandameldungen über angeblich „übles Verhalten englischer Seeleute an Gräbern der Graf Spee-Männer“ und verwies auf Berichte in der südamerikanischen Presse über die „Ritterlichkeit der aufgebrachten englischen Seeleute [...] unter Würdigung des guten Verhaltens der Spee-Besatzung ihnen gegenüber“ sowie darauf, dass die „Einstellung der südamerikanischen Öffentlichkeit den Toten der Spee gegenüber [...] anerkennend und mitfühlend“ sei.
Zahlreiche Besatzungsmitglieder der Admiral Graf Spee blieben nach dem Krieg in Argentinien. Die noch lebenden Besatzungsmitglieder gedachten im Dezember eines jeden Jahres ihres Kommandanten, dem sie ihr Leben verdankten, und legten Blumen auf sein Grab.
Die kanadische Stadt Ajax (Ontario), wie die beim Gefecht vor dem Río de la Plata beteiligte Ajax nach dem griechischen Helden Ajax dem Großen benannt, ehrte Langsdorff ab 2007 durch eine Straßenbenennung. Die Straße wurde im Jahr 2021 umbenannt. In Bergen auf Rügen steht vor seinem Geburtshaus eine Gedenktafel.